# Leptispa impressithorax
Leptispa impressithorax es una especie de insecto coleóptero de la familia Chrysomelidae.
Fue descrita científicamente en 1953 por Pic.